# Laufcup
Ein Laufcup (bzw. Läufercup) ist ein Laufwettbewerb, der mehrere Läufe umfasst.
Die Platzierung erfolgt über die Summe der Einzelplatzierungen oder -zeiten der einzelnen Laufwettbewerbe des Cups. Ebenfalls üblich ist die Vergabe von Punkten nach  Altersklassenplatzierungen in jedem Lauf und Ermittlung des Siegers durch die Summe dieser Einzelwertungen, sodass ältere Läufer gegenüber jüngeren konkurrenzfähig bleiben.
Bei manchen Laufserien, wie zum Beispiel den World Marathon Majors, gibt es zudem eine Auszeichnung in Form einer eigenen Medaille für die Absolvierung aller zu Serie gehörenden Wettbewerbe. Bei den SuperHalfs besteht das Ziel darin die sechs Wettbewerbe innerhalb von fünf Jahren zu absolvieren.

## Bekannte Läufercups

### Im professionellen Bereich
- World Marathon Majors
- SuperHalfs
- Post-Cup (Schweiz)
- Skyrunner World Series

### Im Breitensport
- Europacup der Ultramarathons
- Pfälzer Berglaufpokal
- Ultra-Trail World Tour
- Nordhessencup (Landkreis Kassel)
- Waldeck-Frankenberger-Laufcup (Landkreis Waldeck-Frankenberg)
- Schwalm-Eder-Laufcup (Schwalm-Eder-Kreis)
- Rhön-Super-Cup (Landkreis Hersfeld-Rotenburg)
- Südniedersachsen-Cup (Landkreis Göttingen)
- Hochstift-Cup (Kreis Höxter)
- Wolfsburg-Gifhorner Laufcup (Landkreis Gifhorn, Stadt Wolfsburg)
- Rur-Eifel-Volkslauf Cup (Städteregion Aachen, Kreis Düren, Kreis Heinsberg, Ostbelgien und Niederlande)
- Regio Aachen Laufcup (Städteregion Aachen, Kreis Düren, Kreis Heinsberg und Ostbelgien)